# David Charbonneau
David Brian Charbonneau (Ottawa, 1 de enero de 1974) es un astrónomo y educador canadiense. Se desempeñó como profesor de astronomía en la Universidad de Harvard. Su investigación se centra en el desarrollo de técnicas novedosas para la detección y caracterización de exoplanetas que orbitan estrellas cercanas similares al Sol.

## Biografía

### Primeros años
Nació en Ottawa, Ontario. Es hijo de Brian Charbonneau, geólogo, y Sylvia Charbonneau, médica.
Cuando tenía alrededor de 12 años, visitó el  Parque nacional de la Cuenca del Pacífico con su familia, donde pasó tiempo jugando en pozas de marea y observando la variedad de organismos que vivían en la zona intermareal. Él atribuye a esta experiencia el haber despertado un interés temprano por la ciencia. Cuando estaba en la escuela secundaria, leyó Una breve historia del tiempo de Stephen Hawking. Intrigado por las ideas del libro, decidió realizar estudios de física y astronomía, en lugar de biología.
Recibió una licenciatura en matemáticas, física y astronomía de la Universidad de Toronto en 1996. Por sugerencia de su amiga Sara Seager, postuló al programa de posgrado en astronomía de la Universidad de Harvard y fue aceptado. Como estudiante de posgrado, utilizó un telescopio de 4 pulgadas para realizar la primera detección de un exoplaneta eclipsando (o en tránsito) a su estrella madre, lo que produjo la primera restricción sobre la composición de un planeta fuera del sistema solar. Obtuvo un doctorado en astronomía en 2001.
En 2004, la Sociedad Astronómica del Pacífico le otorgó el Premio Robert J. Trumpler por su tesis de posgrado titulada Sombras y reflejos de planetas extrasolares.

### Carrera
Fue becario postdoctoral R. A. Millikan en Astronomía en el Instituto Tecnológico de California desde 2001 hasta 2004. Regresó a Harvard en 2004 donde se incorporó al cuerpo docente del Departamento de Astronomía.
Fue miembro fundador del Trans-Atlantic Exoplanet Survey, que utilizó una red mundial de humildes telescopios automatizados para estudiar cientos de miles de estrellas y detectar cinco exoplanetas más mediante esta técnica. Actualmente dirige el Proyecto MEarth, financiado por la NSF, y es miembro del equipo de la Misión Kepler de la NASA. Cada uno de estos proyectos tiene como objetivo detectar planetas similares a la Tierra que podrían ser lugares adecuados para la vida más allá del sistema solar.

### Vida personal
Está casado con Margaret Bourdeaux, médica y defensora de la salud mundial, con quien tiene cuatro hijas. Su cuñada es Carolyn Bourdeaux.

## Premios y honores
- Premio Robert J. Trumpler (2004)
- Beca David y Lucile Packard para ciencias e ingeniería (2006-2011)
- Medalla al logro científico excepcional de la NASA (2006)
- Científico del año por la Revista Discover (2007)
- Premio Alan T. Waterman de la Fundación Nacional de Ciencias (2009)[12]
- Premio Raymond y Beverly Sackler de Ciencias Físicas (2012)[13]
- Premio Blavatnik (2016)

## Publicaciones seleccionadas
- Charbonneau, David; Brown, Timothy M.; Latham, David W.; Mayor, Michel (20 de enero de 2000). «Detection of Planetary Transits Across a Sun-like Star». The Astrophysical Journal (en inglés) 529 (1): L45-L48. Bibcode:2000ApJ...529L..45C. PMID 10615033. arXiv:astro-ph/9911436. doi:10.1086/312457.
- Charbonneau, David; Brown, Timothy M.; Noyes, Robert W.; Gilliland, Ronald L. (20 de marzo de 2002). «Detection of an Extrasolar Planet Atmosphere». The Astrophysical Journal (en inglés) 568 (1): 377-384. Bibcode:2002ApJ...568..377C. arXiv:astro-ph/0111544. doi:10.1086/338770.
- Charbonneau, David; Allen, Lori E.; Megeath, S. Thomas; Torres, Guillermo; Alonso, Roi; Brown, Timothy M.; Gilliland, Ronald L.; Latham, David W. et al. (10 de junio de 2005). «Detection of Thermal Emission from an Extrasolar Planet». The Astrophysical Journal (en inglés) 626 (1): 523-529. Bibcode:2005ApJ...626..523C. arXiv:astro-ph/0503457. doi:10.1086/429991.
- Knutson, Heather A.; Charbonneau, David; Allen, Lori E.; Fortney, Jonathan J.; Agol, Eric; Cowan, Nicolas B.; Showman, Adam P.; Cooper, Curtis S. et al. (2007). «A map of the day–night contrast of the extrasolar planet HD 189733b». Nature (en inglés) 447 (7141): 183-186. Bibcode:2007Natur.447..183K. PMID 17495920. arXiv:0705.0993. doi:10.1038/nature05782.
- Fressin, Francois; Torres, Guillermo; Rowe, Jason F.; Charbonneau, David; Rogers, Leslie A.; Ballard, Sarah; Batalha, Natalie M.; Borucki, William J. et al. (2012). «Two Earth-sized planets orbiting Kepler-20». Nature (en inglés) 482 (7384): 195-198. Bibcode:2012Natur.482..195F. PMID 22186831. arXiv:1112.4550. doi:10.1038/nature10780.
- Dressing, Courtney D.; Charbonneau, David (28 de marzo de 2013). «The Occurrence Rate of Small Planets around Small Stars». The Astrophysical Journal (en inglés) 767 (1): 95. Bibcode:2013ApJ...767...95D. arXiv:1302.1647. doi:10.1088/0004-637X/767/1/95.